# Baywatch

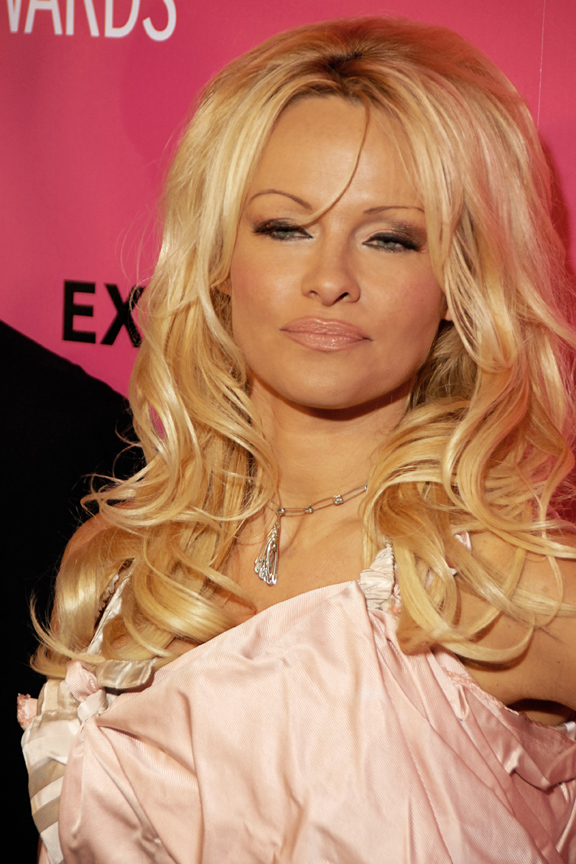
Pamela Anderson, una de les actrius més famoses de la sèrie

Baywatch, més coneguda com Los vigilantes de la playa (a Espanya i Andorra), va ser una sèrie de televisió estatunidenca sobre socorristes que vigilaven la platja de Santa Monica, a la costa de Los Angeles, Califòrnia. La sèrie va ser emesa del 1989 fins al 2001 en diferents països del món i ha tingut un èxit fulgurant. Gràcies a la sèrie, la carrera de Pamela Anderson i David Hasselhoff va ser propulsada a l'èxit i durant molt de temps els dos van ser el centre d'atenció de la premsa rosa d'arreu del món. La sèrie va ser emesa per primera vegada a la NBC l'any 1989, però va ser cancel·lada després durant una temporada degut a l'alt cost de producció. Es comptabilitzen, tanmateix, 11 temporades amb uns 20 capítols cadascuna, sumant un total de 243 capítols.

## Història
La idea de la sèrie va venir de la mà de Gregory J. Bonann, que havia treballat com a socorrista a Los Angeles, experiència que el va portar a pensar en una pel·lícula de socorristes. La idea finalment acaba prenent forma de sèrie i s'emet a la NBC. Malgrat la cancel·lació, i sentint que la sèrie tenia encara potencial, David Hasselhoff la va ressuscitar. Cap a l'any 1999 se'n va plantejar una versió australiana, i el repartiment d'actors va haver de viatjar a Sydney per filmar-la, però el projecte finalment es va deixar estar.

## Argument

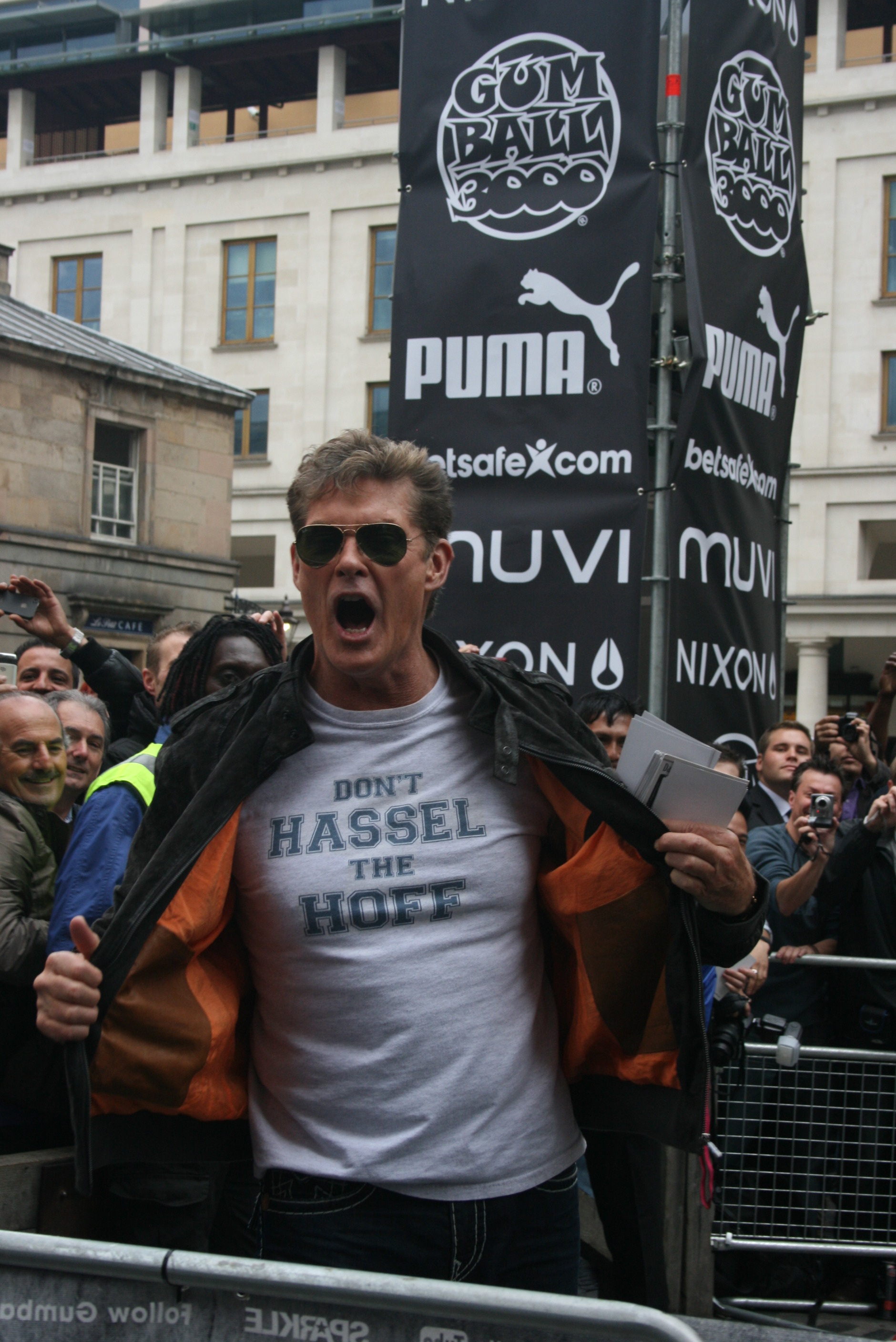
David Hasselhoff, que va ajudar a propulsar la sèrie a l'èxit

La sèrie, que començava cada capítol amb la imatge de nois i noies en banyador vermell tot corrent en càmera lenta al llarg de la platja, tracta de les aventures i desventures de la brigada de socorristes del Comtat de Los Angeles (el L.A. County Beach Patrol). Comandats per Mitch Buchannon, els 10 socorristes han d'afrontar dia rere dia els perills que comporta aquest ofici, conjugant vides personals i professionals.

## Personatges
- Mitch Buchannon: interpretat per David Hasselhoff
- Hobie Buchannon: Brandon Call (1989-1990) i Jeremy Jackson (1991-1999)
- Roberta "Summer" Quinn: Nicole Eggert
- Shauni McLain: Erika Eleniak
- Casey Jean "C.J." Parker: Pamela Anderson
- Matt Brodie: David Charvet
- Stephanie Holden: Alexandra Paul
- Jimmy Slade: Kelly Slater
- Caroline Holden: Yasmine Bleeth
- Craig Pomeroy: Parker Stevenson
- Jill Riley: Shawn Weatherly
- Eddie Karmer: Billy Warlock
- John D. Cort: John Allen Nelson
- Trevor Cole: Peter Phelps

## Adaptació cinematogràfica
- Baywatch (pel·lícula) (2017)